# Henry Forrest
Henry Garnet Forrest (ur. 5 grudnia 1895, zm. 3 grudnia 1945) – as lotnictwa australijskiego Royal Australian Air Force z 11 potwierdzonymi zwycięstwami w I wojnie światowej.

## Życiorys
Urodził się w Melbourne, Wiktoria w Australii. Był urzędnikiem. Zaciągnął się do Armii Australijskiej 19 lutego 1915 roku do 23rd Infantry Battalion. 10 maja 1915 roku w stopniu sierżanta został zaokrętowany na statek HMAT Euripides i przewieziony do Egiptu.
Od czerwca 1916 roku po promocji na podporucznika został przeniesiony na terytorium Francji.
W kwietniu 1917 roku został przyjęty do Royal Australian Air Force i był jednym z pierwszych australijskich pilotów wysłanych do Francji. Służył w brytyjskich dywizjonach lotniczych No. 32 Squadron RAF, No. 43 Squadron RAF. W sierpniu 1917 roku Forrest został ranny i powrócił do Wielkiej Brytanii na leczenie, po którym w listopadzie 1917 roku został przydzielony do No. 68 Squadron RAF (przemianowanego później na No. 2 Squadron RAAF. 22 lutego 1918 roku został mianowany kapitanem. Forrest został dowódcą jednej z eskadr z odznaczony Distinguished Flying Cross.
Pierwsze zwycięstwo powietrzne odniósł 22 marca 1918 roku nad trzema niemieckimi samolotami. Ostatnie 11 zwycięstwo odniósł 2 czerwca nad samolotem Pfalz D.III.
W lipcu 1918 roku został przeniesiony do Home Establishment - jednostek przygotowujących personel dywizjonów lotniczych przed ich wysłaniem na terytorium Francji. 6 listopada 1918 roku został wysłany do Australii. Do rezerwy został przeniesiony 23 lutego 1919 roku.